# Connor Shaw
Connor Shaw (Flowery Branch, 19 settembre 1991) è un giocatore di football americano statunitense che gioca nel ruolo di quarterback per i Cleveland Browns della National Football League (NFL). Al college ha giocato a football alla South Carolina University.

## Carriera professionistica

### Cleveland Browns
Dopo non essere stato scelto nel Draft NFL 2014, il giorno successivo Shaw firmò coi Cleveland Browns. Al termine del training camp estivo, fu inserito nella squadra di allenamento. Il 22 dicembre 2014 fu promosso nel roster attivo e quattro giorni dopo fu nominato titolare per l'ultima gara della stagione contro i Baltimore Ravens dopo gli infortuni di Brian Hoyer e Johnny Manziel. I Browns rimasero in vantaggio per la maggior parte della gara ma nel quarto periodo furono superati dagli avversari. La sua gara si concluse con 14 passaggi completati su 28 tentativi per 177 yard e un intercetto subito nel finale.

## Statistiche
| Partite totali      | 1    |
| Partite da titolare | 1    |
| Yard lanciate       | 177  |
| Touchdown           | 0    |
| Intercetti          | 1    |
| Passer rating       | 55,7 |

Statistiche aggiornate alla stagione 2014